# آگوستاوستلند ای‌دابلیو۱۰۱
آگوستاوستلند ای‌دابلیو۱۰۱ (به انگلیسی: AgustaWestland AW101) یک هواگرد ساختِ کارخانهٔ آگوستاوستلند است. نخستین استفاده‌کنندهٔ این هواپیما نیروی دریایی پادشاهی بریتانیا بوده‌است. این هواگرد برای نخستین بار در ۹ اکتبر ۱۹۸۷ میلادی مورد استفاده قرار گرفت.